# Phyciodes cocyta
Phyciodes cocyta är en fjärilsart som beskrevs av Pieter Cramer 1779. Phyciodes cocyta ingår i släktet Phyciodes och familjen praktfjärilar. Inga underarter finns listade i Catalogue of Life.

## Bildgalleri

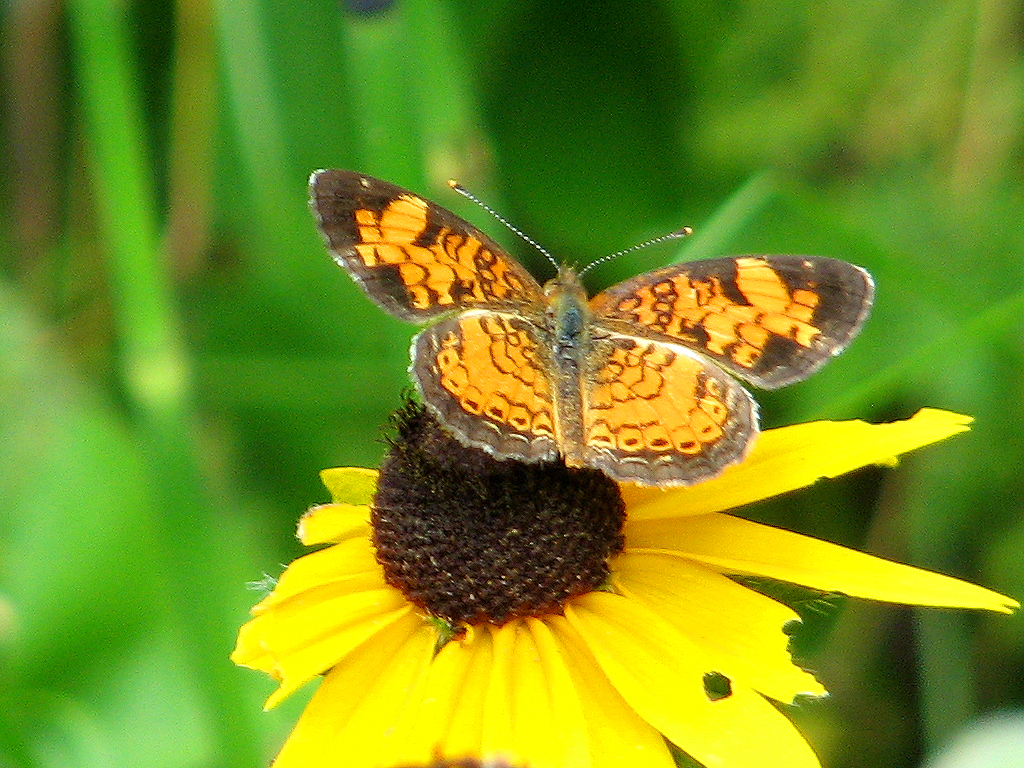
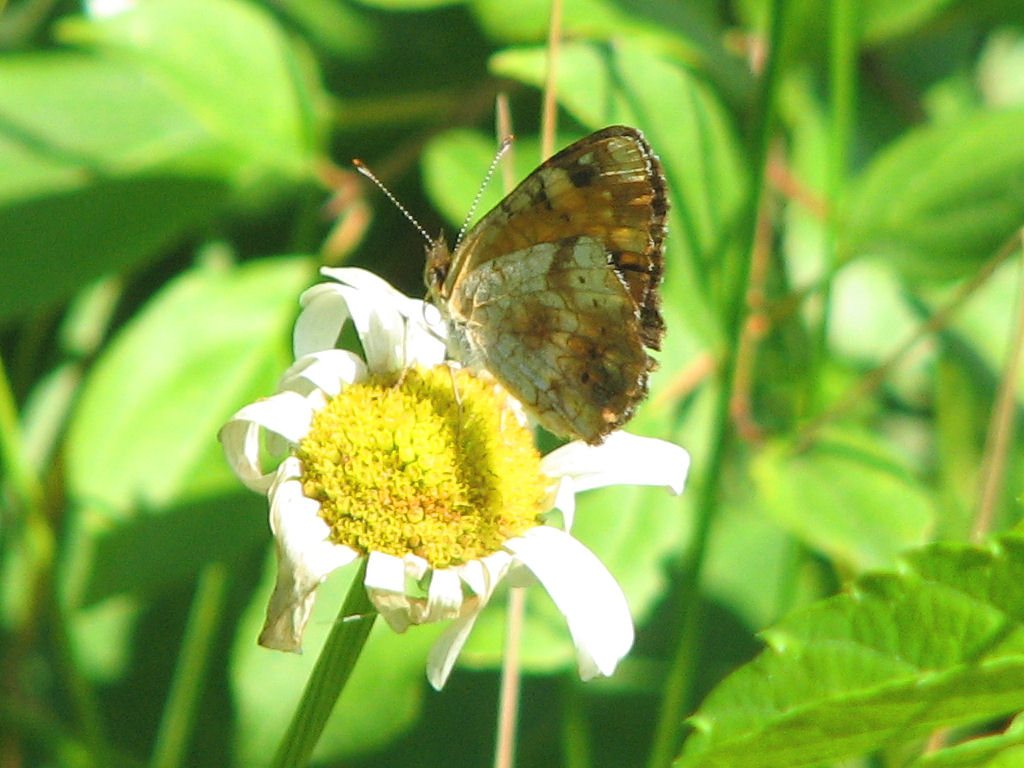
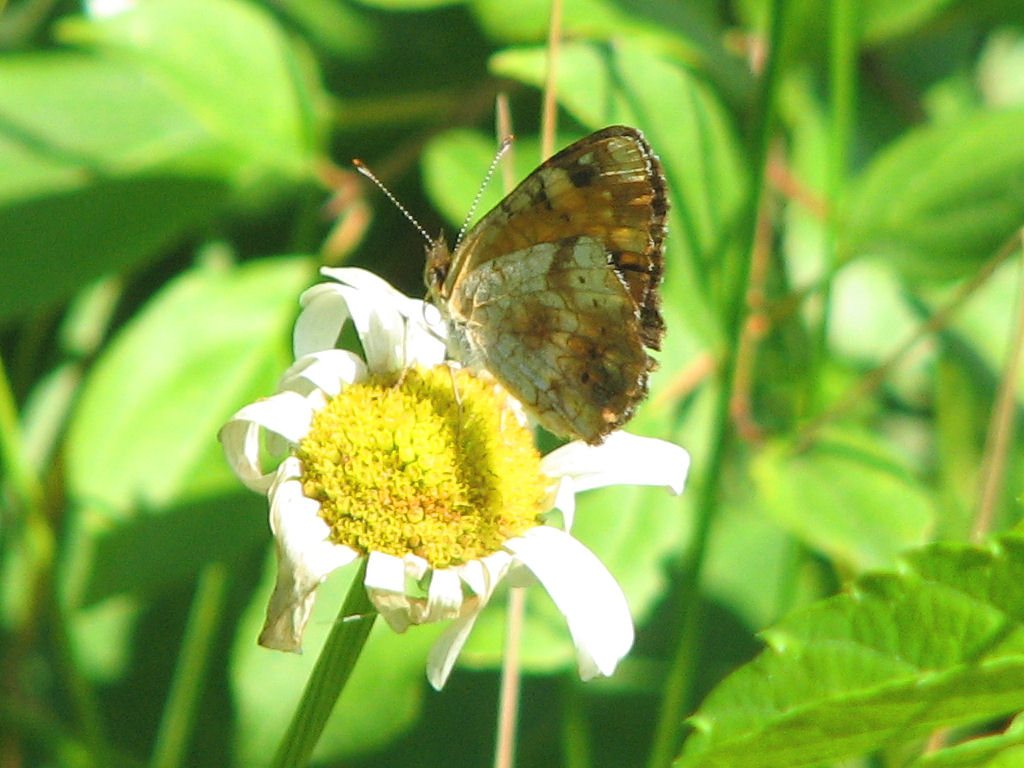
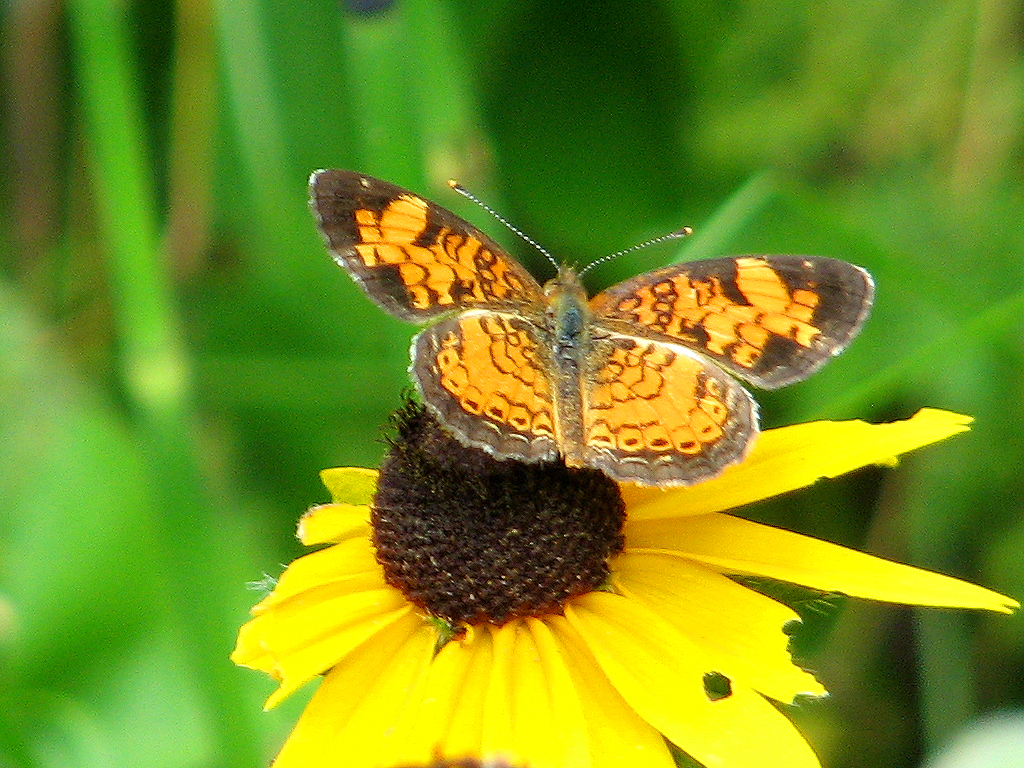